# محمدعلی حیدرنیا
محمدعلی حیدرنیا (زادهٔ ۱۳۱۶ در تهران - درگذشتهٔ ۲۷ آبان ۱۳۸۹ در تهران) موسیقی‌دان، آهنگساز و رهبر ارکستر اهل ایران بود. ترانهٔ «رسالت محمد» (الله الله) با صدای هاتف از آثار او است.

## زندگی هنری
علی درخشان با نام اصلی محمدعلی حیدرنیا در سال ۱۳۱۶ در تهران متولد شد. پدر و پدر بزرگ او اهل سنندج بودند و با نوازندگی ساز ویلن آشنا بودند، به همین سبب وی در کودکی موسیقی و نواختن ویلن را از پدرش فراگرفت. پس از ۱ سال تحصیل در دبیرستان به هنرستان موسیقی ملی رفت و ۲ سال به تحصیل موسیقی پرداخت. پس از آن دوباره به دبیرستان بازگشت اما همچنان به آموختن موسیقی ادامه داد. او در سال ۱۳۳۳ نزد هنرمندی به‌نام «مهاجر» و پس از آن نزد «ابوالحسن صبا» به مدت ۵ سال ردیف موسیقی ایرانی را فراگرفت.
در ادامه به آهنگسازی علاقه‌مند شد و به نوازندگی سازهای پیانو، آکاردئون و سنتور روی آورد. در ادامه در هنرستان موسیقی تبریز آموخته‌های موسیقی خود را نزد «خاچاطوریان» و «یوسف یوسف‌زاده» تکمیل نمود.
او از سال ۱۳۴۷ آثار موسیقی متعددی ساخت و ۲ سال بعد در سال ۱۳۴۹ به استخدام وزارت فرهنگ و هنر درآمد. او پس از مدتی سرپرستی «ارکستر نوین» وزارت فرهنگ و هنر را با همکاری هنرمندانی نظیر: مجتبی میرزاده، هادی آزرم، همایون خواجه‌نوری، جهانبخش و رضاقلی ملکی بر عهده گرفت. وی هم‌زمان با رادیو و تلویزیون همکاری داشت و به آموزش موسیقی نیز می‌پرداخت. علی درخشان در سال ۱۳۵۷ به سرپرستی ارکستر شماره یک سنتی تالار رودکی منصوب شد و با ارکستر سمفونیک تهران به همکاری پرداخت. او در زمینهٔ موسیقی کودک نیز فعال بود و بیش از ۵۰۰ موسیقی برای کوکان و نوجوانان، موسیقی آوازی، سرودهای حماسی، موسیقی فیلم و سریال مستند و موسیقی فیلم سینمایی ساخته‌است.

## آثار هنری
از جمله آثار علی درخشان به موارد زیر می‌توان اشاره نمود:
- «رسالت محمد» (الله الله) با شعر «مسعود هوشمند» و خوانندگی «هاتف»[۵] و «حمید غلامعلی»[۱]
- «تا تو برگردی» با شعر «بامداد جویباری» و خوانندگی «پرویز طاهری»[۶]
- «وداع» با شعر «حافظ» و خوانندگی «مهرداد کاظمی»[۷]
- «غم بی حساب» با شعر «فیض کاشانی» و خوانندگی «مهرداد کاظمی»[۸]
- «سنگر‌سازان بی‌سنگر» به خوانندگی «مهرداد کاظمی»[۹]
- «خانه ایمان» با شعر «مشفق کاشانی» و اجرای گروه کر[۱۰]
- «محبت» با شعر «حمید سبزواری» و خوانندگی «عباس بهادری»[۱۱]
- «تصویر بهار» با خوانندگی «بهروز مقدم»[۱۲]
- «باران ظفر» با خوانندگی «پرویز طاهری»[۱۳]
- «بهار بهمن» با شعر «محمود شاهرخی» و خوانندگی «بهرام گودرزی»[۱۴]
- «شهر آرزو» با خوانندگی «نادر اسماعیل‌زاده»[۹]
- «راهیان نور» با خوانندگی «امید جعفری»[۹]
- «مثل دشت آسمان» با شعر «مریم استقامت» و خوانندگی «علی تفرشی»[۱۵]
- «صفای بیکرانه» با شعر «سینا میرزایی» و خوانندگی «صادق اسماعیلیان»[۱۶]
- آلبوم موسیقی «سوز نهان» با خوانندگی «احد جنگ‌زاده»[۱۷]
- آلبوم موسیقی «ای عشق» با خوانندگی عباس بهادری

موسیقی فیلم و سریال:
- «طبیعت ایران» (سریال مستند) به کارگردانی «فرامرز معطر»
- «پیراک» به کارگردانی «کوپال مشکات»
- «راهی بسوی خدا» به کارگردانی «مهربان»
- «شیلات»
- «خاتون»
- «پاکباخته»

## درگذشت
محمدعلی حیدرنیا (علی درخشان) ۲۷ آبان سال ۱۳۸۹ بر اثر ایست قلبی در بیمارستان قلب تهران در سن ۷۳ سالگی درگذشت. پیکر او روز یکشنبه ۳۰ آبان ۱۳۸۹ در قطعه هنرمندان بهشت زهرا به خاک سپرده شد.